# Веств'ю-Серкл (Вайомінг)
Веств'ю-Серкл (англ. Westview Circle) — переписна місцевість (CDP) в США, в окрузі Платт штату Вайомінг. Населення — 41 особа (2020).

## Географія
Веств'ю-Серкл розташований за координатами 42°3′36″ пн. ш. 105°4′5″ зх. д. / 42.06000° пн. ш. 105.06806° зх. д. (42.060064, -105.068116).  За даними Бюро перепису населення США в 2010 році переписна місцевість мала площу 6,05 км², з яких 5,96 км² — суходіл та 0,10 км² — водойми.

## Демографія
Згідно з переписом 2010 року, у переписній місцевості мешкали 52 особи в 24 домогосподарствах у складі 21 родини. Густота населення становила 9 осіб/км².  Було 25 помешкань (4/км²).
Расовий склад населення:
| - 100,0 % — білих |

До двох чи більше рас належало 0,0 %. Частка іспаномовних становила 1,9 % від усіх жителів.
За віковим діапазоном населення розподілялося таким чином: 5,8 % — особи молодші 18 років, 57,7 % — особи у віці 18—64 років, 36,5 % — особи у віці 65 років та старші. Медіана віку мешканця становила 59,0 року. На 100 осіб жіночої статі у переписній місцевості припадало 100,0 чоловіків;  на 100 жінок у віці від 18 років та старших — 96,0 чоловіків також старших 18 років.
Цивільне працевлаштоване населення становило 45 осіб. Основні галузі зайнятості: роздрібна торгівля — 100,0 %.